# Beariz
Beariz è un comune spagnolo di 1 490 abitanti situato nella comunità autonoma della Galizia.